# 스트레치필름 랩핑기
스트레치필름 랩핑기(Stretch film wrapper)는 스트레치 필름으로 보호 또는 고정 등의 목적으로 대상 포장물을 감을 수 있게 해 주는 기기를 일컫는 말이다.
기능에 따라 수동과 반자동, 자동, 전자동 등으로 나뉜다. 방식에 따라 자동과 전자동은 턴테이블 타입, 암타입, 링타입 등으로 구분된다. 반자동은 턴테이블 방식이 주류를 이룬다. 수동은 그립형, J자 장착형, 스틱형 등으로 구분할 수 있다.

## 수동 랩핑기

### 그립형 랩핑기
스트레치 필름 지관의 양 끝에 끼워서 쓸 수 있게 원형으로 된 랩핑 도구이다. 스트레치 필름의 지관으로 인해 작업 시에 풀림이 원활하지 않는 현상과 작업자의 손이 필름의 회전 시에 발생되는 열로 인한 화상 방지 등의 목적으로 고안 된 플라스틱으로 된 제품이다. 간단한 원통형 구조로 된 것과  텐션을 목적으로 브레이크 기능이 접목된 것도 있다.
참고제품 : 랩손 스트레치필름 수동 랩핑기

### 스틱형 랩핑기
피 포장물의 하단이나 상단 작업 시에 허리를 구부리거나 까치발을 하는 불편한 자세에서 벗어날 수 있도록 고안된 제품이다. 스틱 형태로 한 쪽 끝에 스트레치 필름을 장착해서 작업한다.

### J자형 랩핑기
J자 형태를 띈 수동 랩핑기이다. 그립형에서 한 층 진보된 방식이다.
그립형 대비 내구성이나 완성도에서 뛰어나다.

## 반자동 랩핑기
일반적으로 턴테이블 방식이 주류를 이룬다. 랩핑 시작과 끝 부분에 작업자의 수작업이 필요하다. 랩핑 작업은 턴테이블이 회전하고 헤드가 상하 이동하면서 설정한 값만큼 자동으로 이루어진다.

## 자동 랩핑기
피 포장물의 적재 이후부터  커팅까지  자동으로 이루어지는 형태를 말한다.
방식에 따라 턴테이블, 암타입, 링타입 등으로 구분할 수 있다.

## 전자동 랩핑기
작업자가 별도로 필요없이 피포장물이 콘베이어 라인을 따라 랩핑기에 위치하면 시작부터 스트레치 필름의 커팅까지 전과정이 무인 전자동으로 운전되는 것을 말한다.
방식에 따라 턴테이블, 암타입, 링타입 등으로 구분할 수 있다.

## 기타
기타 고정식과 이동식으로도 분류할 수 있다. 이동식에는 Robot wrapper가 있다.